# Sodražica
Sodražica – wieś w Słowenii, siedziba gminy Sodražica. W 2018 roku liczyła 818 mieszkańców.